# Jubbada Dhexe
Jubbada Dhexe (Mittel-Jubba; arabisch جوبا الوسطى, DMG Ǧūbbā al-Wusṭā) ist eine Region (gobolka) im Süden Somalias. Ihre Hauptstadt ist Buaale.
Die Region liegt am Indischen Ozean und ist nach dem Fluss Jubba benannt, welcher durch sie fließt. Die größte Stadt ist Jilib, wo sich der Shabeelle-Fluss – in regenreichen Jahren – mit dem Jubba vereinigt. Jubbada Dhexe besteht aus den drei Distrikten Buaale, Jilib und Sakow.
Im Gegensatz zu weiten Teilen Somalias ist Jubbada Dhexe wegen seiner Lage im Jubba-Tal fruchtbar. Dennoch führte der Bürgerkrieg in Somalia auch hier zu Nahrungsmittelknappheit und Hunger. 2006 kam es zu Überschwemmungen am Jubba.
Die Bewohner von Jubbada Dhexe gehören verschiedenen Somali-Clans an. Die ethnische Minderheit der Bantu in Somalia ist im Gosha-Gebiet am Jubba vertreten.
2015 war Jubbada Dhexe die Region mit dem niedrigsten Index der menschlichen Entwicklung weltweit.